# Amblyomma cordiferum
Amblyomma cordiferum är en fästingart som beskrevs av Neumann 1899. Amblyomma cordiferum ingår i släktet Amblyomma och familjen hårda fästingar. Inga underarter finns listade i Catalogue of Life.